# Záření gama

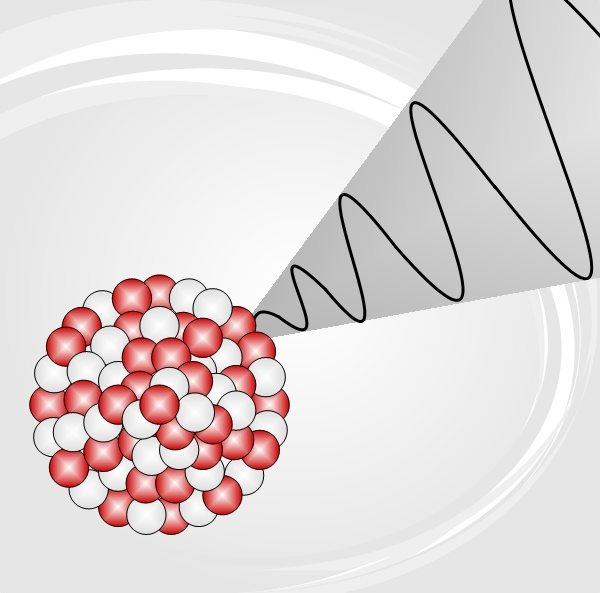
Záření gama

Záření gama (často psáno řeckým písmenem gama, γ) je vysoce energetické elektromagnetické záření vznikající při radioaktivních a jiných jaderných a subjaderných dějích.
Záření gama je často definováno jako záření o energii fotonu nad 10 keV, což odpovídá frekvenci nad 2,42 EHz či vlnové délce kratší než 124 pm, přestože do tohoto spektrálního pásma zasahuje i velmi tvrdé rentgenové záření. To souvisí se skutečností, že hranice není stanovena uměle, ale tyto druhy záření se rozlišují dle svého zdroje, přičemž se samo záření jinak fyzikálně neliší. Nejvyšší gama záření energie 1400 TeV. byla objevená v kosmickém záření.
Záření gama je druh ionizujícího záření. Do materiálů proniká lépe než záření alfa nebo záření beta, ale je méně ionizující.  

## Vznik
Gama záření často vzniká spolu s alfa či beta zářením při radioaktivním rozpadu jader. Když jádro vyzáří částici alfa nebo β, nové jádro může být v excitovaném stavu. Do nižšího energetického stavu může přejít vyzářením fotonu gama záření podobně jako elektron v obalu atomu vyzářením kvanta ultrafialového záření.
Příkladem může být beta rozpad kobaltu-60 60Co na nikl-60 60Ni, při kterém v prvním stupni nejprve jádro kobaltu vyšle částici β (tedy elektron e−) a elektronové antineutrino νe a přemění se na jádro niklu v excitovaném stavu:
{\displaystyle {}^{60}{\hbox{Co}}\;\to \;^{60}{\hbox{Ni*}}\;+\;e^{-}\;+\;{\overline {\nu }}_{e}.}
Potom se nově vzniklé excitované jádro zbaví přebytečné energie vyzáření kvanta záření gama:
{\displaystyle {}^{60}{\hbox{Ni*}}\;\to \;^{60}{\hbox{Ni}}\;+\;\gamma .}
Vyzářená kvanta záření gama mají v tomto případě energii buď 1,17 MeV nebo 1,33 MeV (tomu odpovídá vlnová délka 1,06 pm nebo 0,93 pm).
Jiným příkladem může být alfa rozpad americia-241 241Am na neptunium-237 237Np, který je podobně jako předchozí doprovázen vyzářením gama kvant. Rozdíl je v tom, že nyní mají vyzařovaná kvanta mnohem více různých energií, stejně jako např. při beta rozpadu iridia-192 192Ir na platinu-192 192Pt.

## Fyziologické účinky
I když je záření gama méně ionizující než α i β, je pro živé organismy včetně člověka nebezpečné. Způsobuje podobná poškození jako rentgenové záření: popáleniny, rakovinu a genové mutace. Proto je nutno se před jeho účinky chránit. Záření γ z nukleárního spadu by pravděpodobně způsobilo nejvíce úmrtí a zranění v případě použití jaderných zbraní. Účinný protiatomový kryt však sníží ohrožení lidí tisíckrát.

## Interakce s hmotou

Fotoelektrický jev

Záření gama reaguje s materiály třemi hlavními způsoby: fotoelektrickým jevem, Comptonovým jevem a vznikem elektron-pozitronového páru. Z nich první dva způsobují ionizaci atomů s nimiž se kvanta dostanou do interakce.
Fotoelektrický jev vzniká, když foton γ interaguje s elektronem na orbitu atomu a předá mu veškerou energii, což elektronu umožní opustit atom. Kinetická energie uvolněného elektronu je rovna energii fotonu γ snížené o vazebnou energii elektronu původně vázaného v atomu. Fotoelektrický jev je dominantní mechanizmus výměny energie pro rentgenové záření a gama záření s energií pod 50 keV, u energetičtějších převažují jiné formy výměny.
Comptonův jev zvaný též Comptonův rozptyl či Compton-Debyeův jev je interakce fotonu s volným nebo se slabě vázaným orbitálním elektronem, při níž část energie fotonu umožní únik elektronu z atomu a zbytek energie je vyzářen v podobě méně energetického fotonu. Tento jev je dominantní pro fotony γ o energiích 100 keV až 10 MeV; při jaderném výbuchu je v tomto rozsahu energií vyzářena většina fotonů záření gama. Comptonův jev je relativně nezávislý na atomovém čísle interagujícího materiálu.
Vznik elektron-pozitronového páru nastává při průletu fotonu v dosahu coulombické síly jádra. Energie fotonu je využita na vznik páru elektron-pozitron. Na vznik těchto dvou částic je třeba 1,02 MeV (což je energetický ekvivalent dvou klidových hmotností elektronu), zbylá energie se změní v kinetickou energii vznikajícího páru a jádra. Pozitron žije velmi krátce. Během asi 10−8 s anihiluje s volným elektronem při vyzáření 2 gama fotonů o energii po 511 keV.

## Stínění pro záření gama

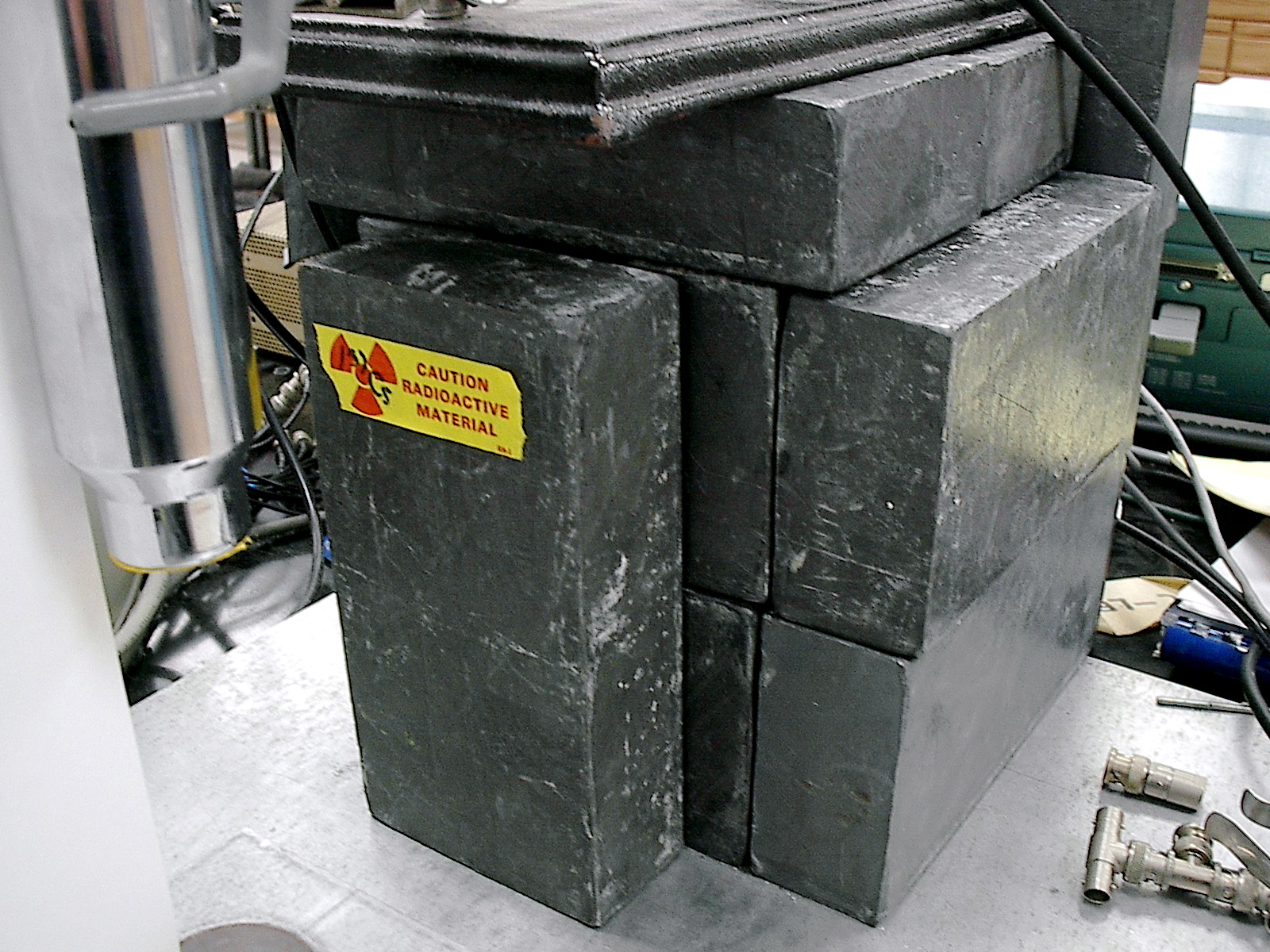
Stínění z olova

Na pohlcení záření γ je třeba velké masy materiálu. Vhodnější jsou materiály s vyšším atomovým číslem a s vysokou hustotou. Čím energetičtější je záření, tím tlustší stínění je zapotřebí. Schopnost materiálu pohlcovat záření zpravidla vyjadřujeme polotloušťkou materiálu, tj. tloušťkou, po jejímž průchodu se původní intenzita záření sníží na polovinu. Například záření γ, jehož intenzitu 1 cm olova zredukuje na 50 %, bude mít poloviční intenzitu také po průchodu 6 cm betonu.

## Použití

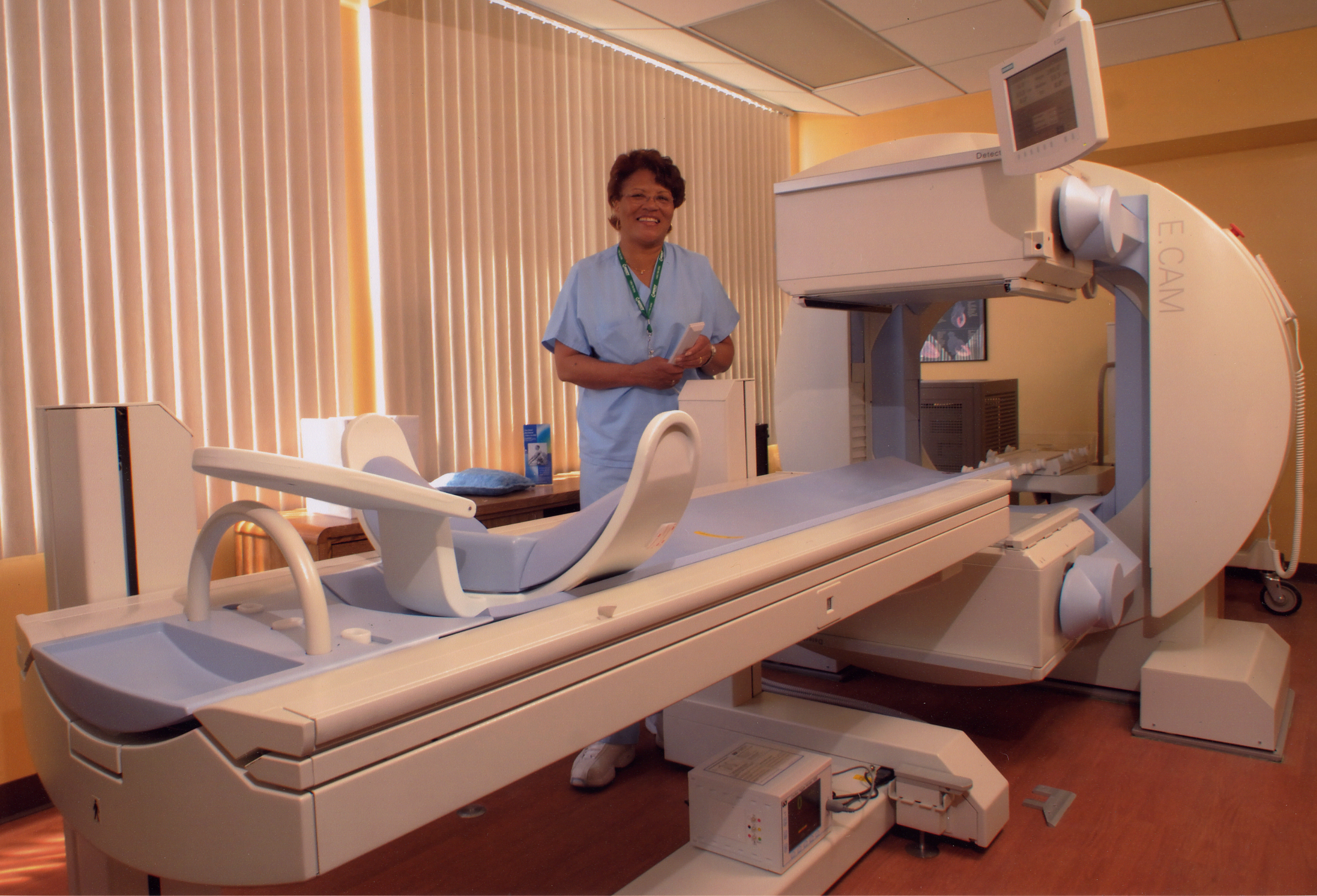
Scintilační kamera (gamakamera) pro lékařskou diagnostiku

Vysokoenergetická povaha záření gama z něj činí účinný prostředek hubení bakterií, čehož se využívá například při sterilizaci lékařských nástrojů nebo při ošetřování potravin, zejména masa a zeleniny, aby déle zůstalo čerstvé.
Přestože může samo způsobovat rakovinu, používá se při jejím léčení. Přístroj gama nůž využívá několika paprsků záření zaměřených na místo nádoru, aby zničil zhoubným bujením zasažené buňky. V ostatních místech prochází jen jeden paprsek, a proto jsou zdravé buňky méně poškozené a přežijí.
Využívá se také v nukleárním lékařství pro diagnostické účely. Využívá se několika radioizotopů emitujících záření, jeden z nich je technecium-99m.

## Historie
Záření γ objevil francouzský chemik a fyzik Paul Ulrich Villard roku 1900 při studiu uranu. Pomocí aparatury, kterou si sám sestavil, pozoroval, že není ohýbáno magnetickým polem.
Zpočátku se myslelo, že záření γ je částicové povahy stejně jako α a β. Britský fyzik William Henry Bragg roku 1910 ukázal jeho vlnový charakter tím, že ionizuje plyn obdobně rentgenovému záření.
V r. 1914 Ernest Rutherford a Edward Andrade dokázali změřením jeho vlnové délky pomocí rentgenové krystalografie, že záření gama je druh elektromagnetického záření. Pojmenování „záření gama“ zavedl Ernest Rutherford jako obdobu alfa a beta záření ještě v době, kdy nebyl znám rozdíl ve fyzikální podstatě těchto druhů záření.